# Прах, Иван Михайлович
Иван Михайлович Прах — советский хозяйственный, государственный и политический деятель.

## Биография
Родился в 1941 году в селе Байцуры. Член КПСС.
Окончил Азовский индустриальный педтехникум, Харьковский институт механизации и электрификации сельского хозяйства.
В 1956—1961 — механизатор колхоза им. Суворова Борисовского района Белгородской области.
В 1961—1965 — военнослужащий Советской Армии.
В 1969—1979 — бригадир тракторной бригады колхоза «Новая жизнь» Белгородского района Белгородской области.
В 1979—1983 — председатель колхоза «Страна Советов» Белгородского района Белгородской области.
В 1983—2001 — старший инженер машинотракторного парка колхоза/АО «Новая жизнь».
Депутат Верховного Совета СССР 9-го созыва. Делегат XXV съезда КПСС.
Умер до 2006 года.

## Награды
- Орден Октябрьской Революции
- Орден Знак Почёта